# .td
.td es el dominio de nivel superior geográfico (ccTLD) para Chad.